# Laurisilva
Skovtypen laurisilva (af latin laurus = "laurbær" + silva = skov") er navnet på en type vegetation i tempererede og subtropiske områder, hvor den hovedsageligt består af træagtige planter af Laurbær-familien. Skovtypen er endemisk i Makaronesien, som er den region, der består af øgrupperne Madeira, Acorerne, De kanariske øer og Kap Verde samt et lille område ved Mauritaniens atlanterhavskyst. Endelig findes skovtypen ét eneste sted på det europæiske fastland, nemlig i naturparken Parque Natural de Los Alcornocales, der strækker sig fra Gibraltar og nordpå ind i Andalusien. Laurisilvaskoven findes bedst udviklet i de høje dele af Madeira, hvor man finder dens største og bedst bevarede område, som udgør 149,5 km² eller 16% af øens samlede areal. En del af denne skov blev optaget på UNESCOs Verdensarvsliste i 1999, og den dækker et areal på ca. 15.000 ha i 300-1.300 m højde. Den er en af verdens mest forskelligartede habitater, hvad angår antallet af planter pr. km².

## Skovenes historie
Laurisilva er rester af en vegetationstype, der stammer fra tidlig Tertiærtid, da klimaet i det senere Middelhavsområde var mere mildt og fugtigt. Da stedet blev til hav og kystområderne fik et mere tørt og varm klima i løbet af Pliocæn, blev disse skove langsomt fortrængt af mere tørketålende ege-fyrre skove med Sten-Eg og Strand-Fyr som de dominerende arter. De fleste af de de tilbageblevne laurisilva-bevoksninger menes at være forsvundet fra Middelhavsområdet for ca. 10.000 år siden, selv om små rester af disse skoev endnu findes i bjergene i Sydspanien, det centrale Portugal og det nordlige Marokko. Desuden har to arter fra denne vegetation formået at klare sig under de ændrede forhold i Europa: Ægte Laurbær og Almindelig Kristtorn. På de Makronesiske øer forblev klimaet mildt og fugtigt, og her kunne disse skoev finde et sidste hjemsted.

## Skovenes planter
Laurisilvaskovens mest dominerende planter tilhører Laurbær-familien: Apollonias barbujana, Laurus novocanariensis (en art af Laurbær), Persea indica (en art i samme slægt som Avocado) og Stinktræ (Ocotea foetens). Blandt andre arter bør nævnes Arbutus canariensis (en art af Jordbærtræ), Clethra arborea (en art af Konvalbusk), Faya (Myrica faya), Heberdenia excelsa (en art i Myrsine-familien), Madeira-Kristtorn (Ilex perado), Picconia excelsa (en art i Oliven-familien), Pittosporum coriaceum (en art af Klæbefrø), Rhamnus glandulosa (en art af Korsved), Sambucus lanceolata (en art af Hyld), Træ-Lyng (Erica arborea) og Visnea mocanera (en art i Te-familien).
I Anagamassivet på Tenerife, de Kanariske Øer, er laurisilva op til 30 m høj, ofte dog kun 20 m. Her vokser arten sammen med bl.a. Arbutus canariensis (en art af jordbærtræ), Asplenium hemionitis (en art af radeløv), brombær (flere arter), Convolvolus canariensis (en art af snerle), dværgulvefod (flere arter), Geranium canariense (en art af storkenæb), Ilex canariensis og Ilex platyphylla (arter af kristtorn), kanarisk harefodsbregne, kanarisk vedbend, klokkekanarina,
Laurus azorica (en art af laurbær), faya (Myrica faya), nyrebladet venushår, Persea indica (en art af avocado-slægten), portugisisk laurbærkirsebær, Ranunculus cortusaefolius (en art af ranunkel), Rhamnus glandulosa (en art af korsved), Senecio appendiculatus og Senecio cruentus, (arter af af brandbæger), Sonchus congestus (en art af svinemælk), stinktræ, trælyng og Viburnum rugosum (en art af kvalkved).